# Campeonato Mundial de Naciones Emergentes de 2000
El Campeonato Mundial de Naciones Emergentes 2000 fue la segunda edición del Campeonato Mundial de Naciones Emergentes de Rugby League.

## Equipos
- British Amateur
- Canadá
- Estados Unidos
- Italia
- Japón
- Marruecos

## Fase de grupos

### Grupo A
| Equipo          | Encuentros | Encuentros | Encuentros | Encuentros | Tantos  | Tantos    | Tantos     | Puntos |
| Equipo          | jugados    | ganados    | empatados  | perdidos   | a favor | en contra | diferencia | Puntos |
| --------------- | ---------- | ---------- | ---------- | ---------- | ------- | --------- | ---------- | ------ |
| British Amateur | 2          | 2          | 0          | 0          | 114     | 2         | +112       | 4      |
| Marruecos       | 2          | 1          | 0          | 1          | 14      | 68        | −54        | 2      |
| Japón           | 2          | 0          | 0          | 2          | 8       | 66        | −58        | 0      |

Nota: Se otorgan 2 puntos al equipo que gane un partido, 1 al que empate y 0 al que pierda.
|  | Clasifica a la final |

### Grupo B
| Equipo         | Encuentros | Encuentros | Encuentros | Encuentros | Tantos  | Tantos    | Tantos     | Puntos |
| Equipo         | jugados    | ganados    | empatados  | perdidos   | a favor | en contra | diferencia | Puntos |
| -------------- | ---------- | ---------- | ---------- | ---------- | ------- | --------- | ---------- | ------ |
| Italia         | 2          | 2          | 0          | 0          | 106     | 22        | +84        | 4      |
| Estados Unidos | 2          | 1          | 0          | 1          | 68      | 50        | +18        | 2      |
| Canadá         | 2          | 0          | 0          | 2          | 16      | 118       | −102       | 0      |

Nota: Se otorgan 2 puntos al equipo que gane un partido, 1 al que empate y 0 al que pierda.
|  | Clasifica a la final |

### Quinto puesto
| 20 de noviembre | Canadá | 28 - 12 | Japón |  |  |

### Tercer Puesto
| 20 de noviembre | Estados Unidos | 50 - 10 | Marruecos |  |  |

### Final
| 20 de noviembre | British Amateur | 20 - 14 | Italia | Crown Flatt, Dewsbury |  |